# إيفان ماركوفيتش
إيفان ماركوفيتش (20 يونيو 1994 ببلغراد في إقليم القائد العسكري في صربيا - ) هو لاعب كرة قدم صربي في مركز الوسط. لعب مع سسكا صوفيا وليفادياكوس ونادي تشيرنو مور فارنا ونادي زيمون.

## وصلات خارجية
- إيفان ماركوفيتش على موقع دوري كوريا الجنوبية (الإنجليزية)
- إيفان ماركوفيتش على موقع قاعدة بيانات كرة القدم.إي يو (الإنجليزية)
- إيفان ماركوفيتش على موقع Soccerway.com (الإنجليزية)
- إيفان ماركوفيتش على موقع عالم كرة القدم.نت (الإنجليزية)